# Гехинская экспедиция (1844)
Гехинская экспедиция — военная операция Отдельного Кавказского корпуса в мае 1844 года в период Кавказской войны в Чечне.

## Предыстория
В 1844 году генералом Нейдгардтом командиром Отдельного Кавказского корпуса готовилась общая войсковая экспедиция на левом фланге Кавказской линии, войска на Кавказе были усилены двумя дивизиями 5 пехотного корпуса под начальством генерала Лидерса. Военные действия начал отряд генерала Фрейтага, двинувшись в центр малой Чечни, где к нему должен был присоединиться другой отряд Владикавказский под командованием полковника Нестерова. Отряды должны были встретиться на реке Гехи, где находились самые богатые и населённые аулы.

## Состав и численность сторон

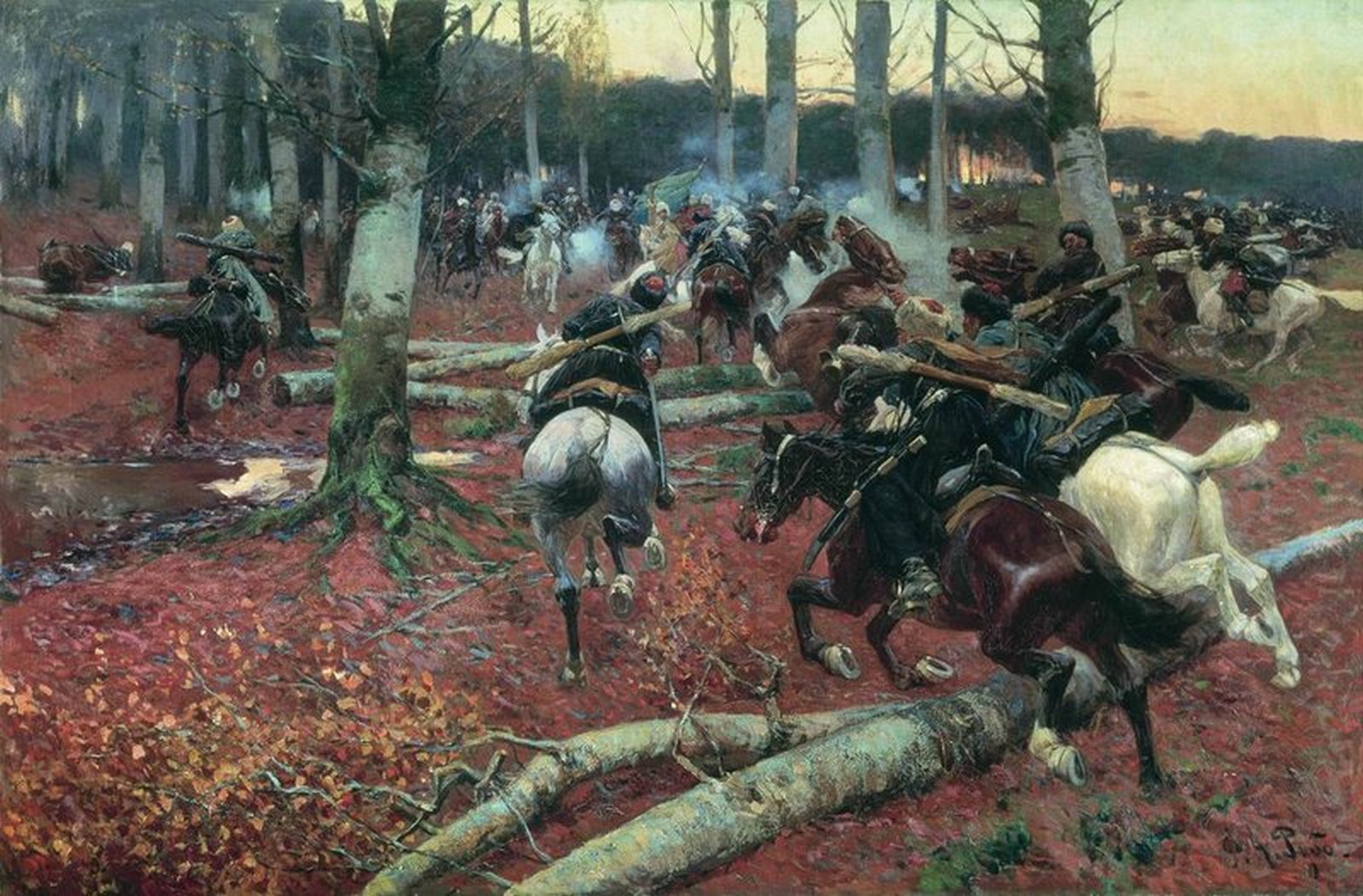
Франц Рубо. Военная зарисовка.

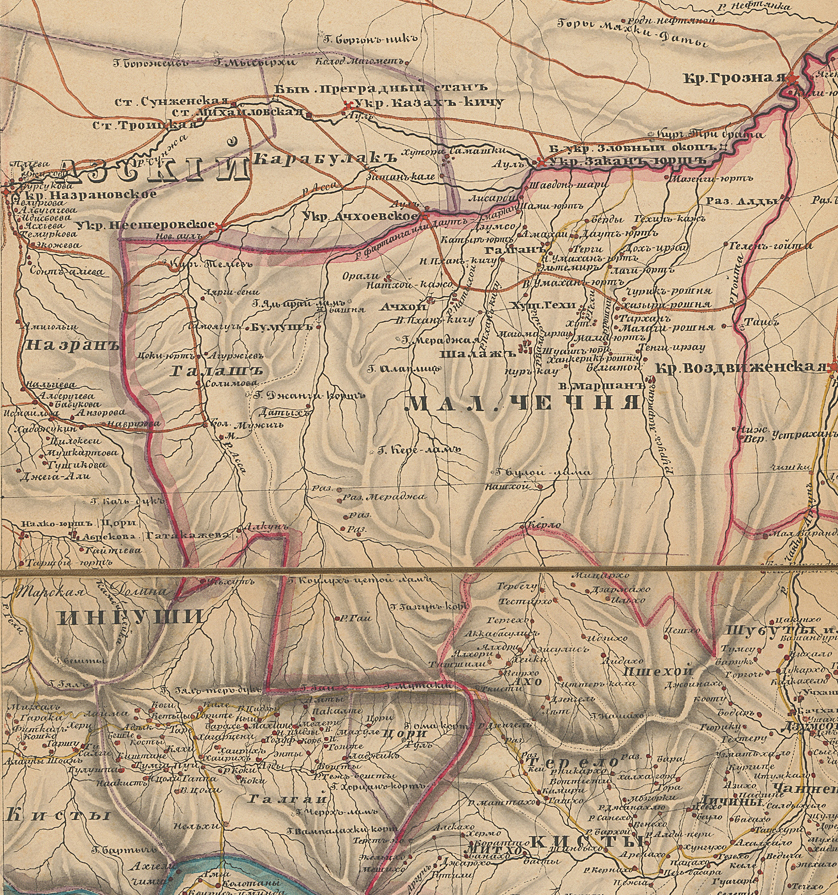
Малая Чечня. 1847 г.

### Войска в составе русской императорской армии
В составе русских войск было примерно 5500 человек, распределённых следующим образом:

#### Отряд Фрейтага
- 1 батальон Люблинского полка;
- 1 батальон Замосцкого полка;
- 3 батальона Куринского полка;
- 2 сотни Моздокских и Гребенских казаков;
- 1 взвод Кавказских стрелков Кабардинская милиция;
- 14 орудий (10 лёгких, 4 орудия казачьей артиллерии).

#### Отряд Нестерова
Авангард (командующий — подполковник Россильон):
- 6 сотен кавалерии линейных казаков;
- 2 сотни Тагаурской милиции;
- 1 батальон Виленского полка;
- 1 батальон Литовского полка;
- 6 орудий.

Арьергард (командующий — подполковник Вревский):
- 3 сотни кавалерии линейных казаков;
- 2 батальона Навагинского полка;
- 6 орудий[1];

Известные участники экспедиции:
- Э. Т. Баранов;
- К. Я. Белявский;
- И. А. Вревский;
- А. С. Голицын;
- М. А. Кундухов;
- А. Н. Карамзин;
- К. К. Ламберт;
- Н. И. Меллер-Закомельский
- П. П. Нестеров;
- Л. В. Россильон;
- Ф. Ф. Торнау;
- Р. К. Фрейтаг;

### Войска имамата
Войска трёх наибств большой и малой Чечни.

## Начало экспедиции

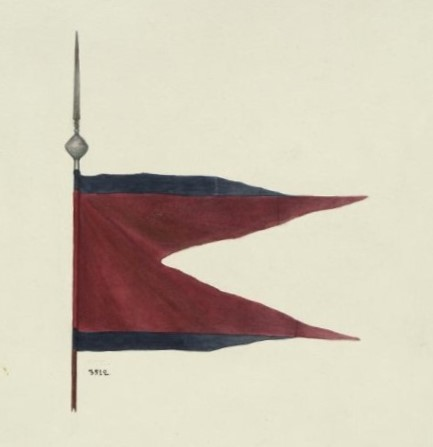
Знамя Малой Чечни

В начале мая 1844 года командующий левым флангом Кавказской линии генерал Фрейтаг во главе колонны выступил из крепости Грозной и двинулся к аулу Гехи. По пути войска жгли сёла и уничтожали посевы в наказание чеченцам за поддержку Шамиля.
Одновременно из крепости Владикавказ передовая колонна полковника Нестрова, на рассвете двинулся к старому селению Гехи.
До Фартанги отряд дошёл без происшествий. При переправе через реку он был встречены конными отрядами горцев, которые стали обстреливать колонну. К горскому отряду присоединялись всё новые силы и при подходе к аулу Пхан-Кичу его численность дошла до 400 человек. Как только горцы выстроились, чтобы принять бой, они были атакованы кавалерией Россильона и отброшены к завалам. В обход завалов были посланы два полубатальона виленского и литовского полков. В результате одновременного удара с флангов и фронта завалы были взяты.
Затем отряд подошёл к реке Валерик. В расположенном на берегах реки лесу затаились готовые к бою чеченские пехотинцы. Из-за отсутствия моста переправа происходила медленно, а спуск к реке был очень трудным. Горцы, пользуясь возможностью, нападали с флангов. Тем не менее, после полудня реку удалось форсировать. Войска двинулись к лесу. Полковник Нестеров опасаясь фланговых ударов, усилил фланги за счёт авангарда, доверил командование кавалерией полковнику Ильинскому и приказал ему быстро следовать вперёд.

## Ход сражения
Ильинский быстро проскакал через весь лес без потерь. Когда в лес вошла колонна пехоты с обозом, она подверглась нападению горцев. Обстрел быстро перерос в рукопашную схватку. Первые несколько атак были отбиты русскими. Однако потери оборонявшихся были большими, а 15-я навагинская рота была полностью уничтожена. Чеченцы прорвали оборону и рассекли обоз надвое.
Офицер Фёдор Торнау вспоминал:

Вышло на поверку, что самого Нестерова с кавалериею чеченцы действительно пропустили безобидно, но загородили путь его обозу, когда он пошел в середине леса, ударили в шашки на прикрытие, опрокинули Навагинский батальон и потом отбросили к Валерику арьергард, которым командовал полковник Вревский.

Нестеров отправил из авангарда три взвода виленских егерей на подкрепление арьергарда. Егерям штыковой атакой удалось отбросить горцев от дороги, но и егеря понесли тяжёлые потери. В этот момент из арьергарда с резервом пехоты и спешенными казаками подошёл подполковник барон Вревский. Он отвёл на окраину леса все повозки, построил из них вагенбург и стал ждать подкрепления.
Нестеров с авангардом вышел из леса, продолжая отбиваться от горцев, которые подвезли орудие и открыли из него огонь по колонне. В это время показался Фрейтаг с тремя батальонами куринцев. Вревский был полностью отрезан и не мог передать сообщение Нестерову. Вревский послал за подкреплением. Казаки сумели передать это сообщение Фрейтагу.
Фрейтаг с полутора батальонами при шести орудиях направился к месту боя. Нападение горцев совместными усилиями удалось отбить. Потери в обоих отрядах составляли более 300 убитых и раненых. На следующий день войска в основном занимались захоронением убитых и лечением раненых, которых у куринцев оказалось более 60 человек. Соединённые отряды вечером прибыли в лагерь генерала Фрейтага. Были уничтожены продовольственные запасы в окрестностях села Гехи и разорены аулы Пешхой-Рошня, Берды-юрт и Гехин-Кажо.

### Отступление

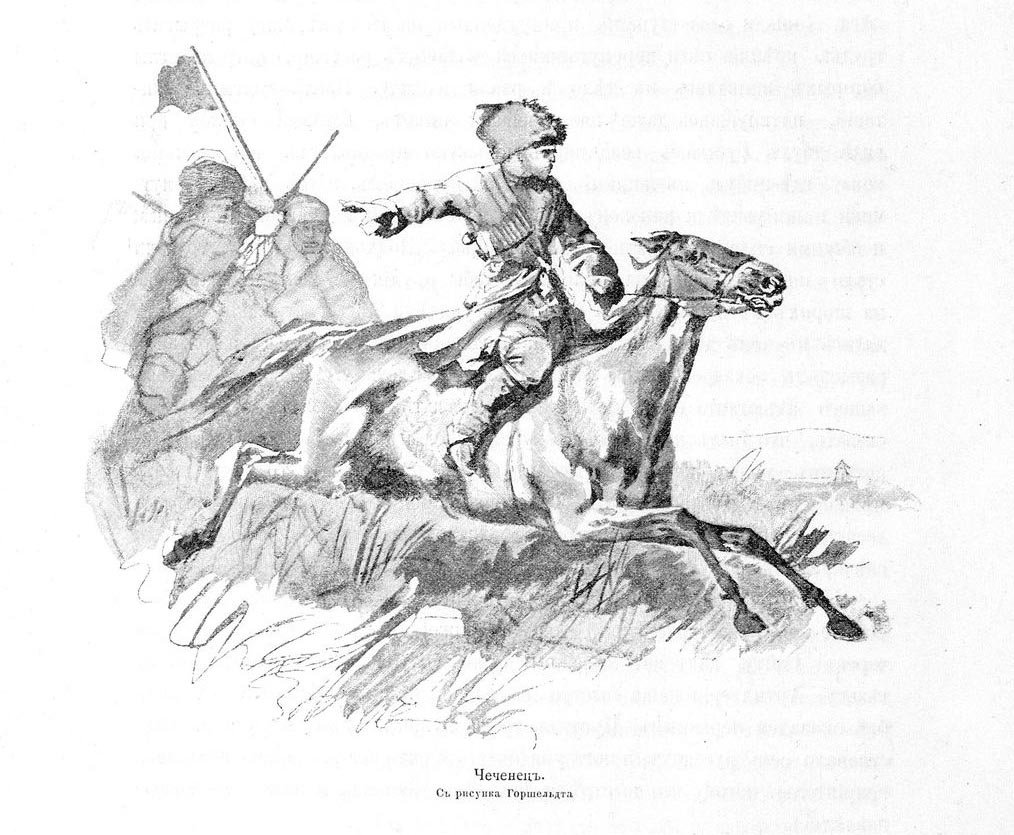
Чеченец. Рисунок Теодора Горшельта. 1858—1861 годы.

19 мая соединённые отряды под командованием Фрейтага двинулись в обратный путь. До гойтинского леса колонна прошла без приключений. Фрейтаг организовал переправу на Гойте. Пока войска переправлялись через реку, куринский полк, охранявший её, выдержал несколько нападений чеченцев. Через две версты колонна вышла из леса на площадку возле старого чеченского кладбища  где её ждали пешие и конные горцы. Казаки под командованием ротмистра Шидловского и майора князя Эристова опрокинули неприятеля и двинулись дальше. Батальоны виленского и егерского полков, двигавшиеся следом, на выходе из леса были встречены теми же горцами, которые собрались снова на ближайшей опушке и открыли ружейный огонь. Завалы трижды переходили из рук в руки. Победу русских определили силы подошедшего арьергарда. По чеченцам был открыт огонь из шести конных орудий и они были вынуждены отступить. В ходе этого столкновения были убиты два офицера и пять ранено: в числе последних находился и полковник Витторт и штабс-капитан Гоувальд..
Русские потеряли в походе к реке Гехи семь штабных и обер-офицеров и 190 нижних чинов убитыми.

### Итог
Такъ закончилась экспедиція, которую самъ ген. Нейдгардтъ счелъ безрезультатною и безполезною и которая уронила лишь въ глазахъ горцевъ значеніе факта прибытія передъ тѣмъ на Кавказъ значительнаго количества новыхъ нашихъ войскъ.— История 51-го Пехотного Литовского... полка : 1809-1909 гг. / Сост. Ген. штаба полк. Павлюк, бывший офицер Полка Т. 1 – 355 с.

## Гехинский лес в стихотворении Лермонтова
Раз — это было под Гихами,

Мы проходили тёмный лес;

Огнём дыша, пылал над нами

Лазурно-яркий свод небес.

Нам был обещан бой жестокий.

Из гор Ичкерии далёкой

Уже в Чечню на братний зов

Толпы стекались удальцов.
(М. Ю. Лермонтов, «Валерик», 1840)